# قائمة جامعات سويسرا
تصنف الجامعات السويسرية من أفضل جامعات العالم. تدرس الجامعات السويسرية باللغات الألمانية، الإنكليزية، الفرنسية والإيطالية. تصل نسبة الطلاب الاجانب في الجامعات السويسرية حتى 23%.

## جامعات حكومية
| الجامعة                               | المقر     | لغة الدراسة           | الموقع الرسمي                                     |
| ------------------------------------- | --------- | --------------------- | ------------------------------------------------- |
| جامعة بازل                            | بازل      | الألمانية             |                                                   |
| جامعة برن                             | برن       | الألمانية             |                                                   |
| جامعة جنيف                            | جنيف      | الفرنسية              |                                                   |
| جامعة زيورخ                           | زيورخ     | الألمانية             | نسخة محفوظة 23 نوفمبر 2013 على موقع واي باك مشين. |
| جامعة سانت غالن                       | سانت غالن | الألمانية والإنجليزية |                                                   |
| جامعة فريبورغ                         | فريبورغ   | الفرنسية والألمانية   |                                                   |
| جامعة لوزان                           | لوزان     | الفرنسية              |                                                   |
| جامعة لوتزرن                          | لوتزن     | الألمانية             |                                                   |
| جامعة لوغانو                          | لوغانو    | الإيطالية والإنجليزية |                                                   |
| جامعة نيوشاتيل                        | نوشاتيل   | لغة فرنسية            |                                                   |
| المعهد الفدرالي للتكنولوجيا في زيوريخ | زيوريخ    | الألمانية والإنجليزية |                                                   |
| المعهد الفدرالي للتكنولوجيا في لوزان  | لوزان     | الفرنسية              |                                                   |

## مواقع خارجية
1. Swiss Universities handbook Web2.0 searchable database of Swiss Universities موقع يضم الجامعات السويسرية - بالإنجليزية